# Wie d’Warret würkt
Wie d’Warret würkt ist der Titel eines Schweizer Dialekttonfilms der Praesens Film AG Zürich, den Walter Lesch und Richard Schweizer 1933 nach eigenem Drehbuch für Lazar Wechslers  Gesellschaft Praesens Film AG Zürich inszenierten. Vorlage war das Alt-Zürcher Lustspiel Wie d’Warret würkt des Schweizer Zeichners und Dichters August Corrodi (1826–1885).
Neben prominenten Schweizer Dialektdarstellern wie Mathilde Danegger, Heinrich Gretler und Emil Hegetschweiler wirkten auch Kabarettisten wie der Schweizer Max Werner Lenz und der Deutsche Felix Bressart, eigentlich Salomon Breslauer, der 1933 auf der Durchreise eine Rolle beim Schweizer Film erhielt, mit.
Das Kabarett prägte damals die Schweizer Unterhaltungskultur und diente auch als Grundlage für diesen Film, der als Dialektschwank angelegt war.

## Hintergrund
Wie d’Warret würkt war eine Produktion der Praesens-Film AG Zürich. An der Kamera stand Emil Berna, den Schnitt besorgte Käthe Mey. Die Musik schrieben Robert Blum und Paul Schoop. Paul Schoop (1907–1976), ein Schweizer Komponist, war der Bruder des mit der Schauspielerin Trude Berliner verehelichten Malers Max Schoop und der Tänzerinnen und Schauspielerinnen Hedi und Trudi (eigentlich Gertrude) Schoop. Der Film erlebte seine Uraufführung für die Schweiz am 1. Dezember 1933 in Zürich im Grosskino Apollo.

## Rezeption
Wie d’Warret würkt begründete zu Beginn der 1930er Jahre das Genre des Schweizerfilms, der sich durch Komik und den Gebrauch des schweizerdeutschen Dialekts auszeichnet, was ihn einerseits konkurrenzlos, andererseits aber ungeeignet für einen Export macht. Die Idee zu dem Film soll Lazar Wechsler von Leopold Lindtberg erhalten haben.
Der Schweizer Schriftsteller Edwin Arnet, Lokalredaktor der Neuen Zürcher Zeitung, bemängelte den filmsprachlich noch nicht entwickelten Erzählstil: «Die Bilder liegen nebeneinander, Szene folgt auf Szene im Stakkato-Stil, oft fehlt das Ineinandergreifen...».
Ein Exemplar des Drehbuches zu Wie d’Warret würkt aus dem Nachlass von Emil Hegetschweiler wird derzeit im Stadtarchiv Zürich aufbewahrt.